# 제36회 청룡영화상
제36회 청룡영화상은 2015년 11월 26일 경희대학교 평화의 전당에서 열렸다. 김혜수와 유준상의 사회로 진행됐으며, SBS에서 오후 8시 45분부터 1부와 2부로 나눠 생중계됐다.

## 심사
2014년 11월 1일부터 2015년 10월 8일까지 개봉한 한국영화를 대상으로 영화계 각 분야 전문가들의 설문조사와 네티즌 투표 결과를 종합해 후보를 선정했다. 15개 부문의 후보는 2015년 11월 10일 공개됐다.
총 18개 부문의 최종 수상자는 청룡영화상 집행위원회의 추천을 받은 심사위원회를 거쳐 선정됐다. 한국영화 최다관객상은 영화진흥위원회 영화관입장권 통합전산망을 기준으로 하며, 청정원 단편영화상은 2014년 11월 1일 이후 완성된 30분 내외의 극영화를 대상으로 2015년 10월 30일까지 공모받은 후 심사했다.
최우수작품상을 비롯한 9개 부문의 심사표는 시상식 다음날인 11월 27일 공개됐다. 9명의 심사위원 명단은 다음과 같다.
- 조혜정 중앙대학교 예술대학원 교수
- 조진희 숙명여자대학교 미디어학부 교수
- 노종윤 웰메이드필름 대표이사
- 원동연 리얼라이즈픽쳐스 대표이사
- 배우 정보석
- 영화감독 홍지영
- 영화감독 조의석
- 김형중 스포츠조선 엔터테인먼트팀 부장
- 네티즌 투표

## 수상 및 후보
수상자는 굵은 글씨로 표시했다.
| 최우수작품상 | 감독상 |
| --- | --- |
| - 《암살》 - 케이퍼필름 - 《국제시장》 - JK필름 - 《극비수사》 - JCON컴퍼니, 영화사 신세계 - 《베테랑》 - 외유내강 - 《사도》 - 타이거픽쳐스                                        | - 류승완 - 《베테랑》 (강혜정 외유내강 대표 대리수상) - 곽경택 - 《극비수사》 - 윤제균 - 《국제시장》 - 이준익 - 《사도》 - 최동훈 - 《암살》 |
| 남우주연상 | 여우주연상 |
| - 유아인 - 《사도》의 사도세자 역 - 송강호 - 《사도》의 영조 역 - 이정재 - 《암살》의 염석진 역 - 정재영 - 《지금은맞고그때는틀리다》의 함천수 역 - 황정민 - 《베테랑》의 서도철 역 | - 이정현 - 《성실한 나라의 앨리스》의 정수남 역 - 김혜수 - 《차이나타운》의 마우희(엄마) 역 - 전도연 - 《무뢰한》의 김혜경 역 - 전지현 - 《암살》의 안옥윤/미츠코 역 - 한효주 - 《뷰티 인사이드》의 홍이수 역                                             |
| 남우조연상 | 여우조연상 |
| - 오달수 - 《국제시장》의 천달구 역 - 배성우 - 《오피스》의 김병국 역 - 유해진 - 《베테랑》의 최대웅 역 - 이경영 - 《소수의견》의 박재호 역 - 조진웅 - 《암살》의 추상옥(속사포) 역 | - 전혜진 - 《사도》의 영빈 이씨 역 - 라미란 - 《국제시장》의 윤꽃분 역 - 문정희 - 《카트》의 혜미 역 - 장영남 - 《극비수사》의 은주 고모 역 - 진경 - 《베테랑》의 이주연 역                                                                               |
| 각본상 | 촬영조명상 |
| - 《소수의견》 - 김성제, 손아람 - 《사도》 - 조철현, 이송원, 오승현 - 《카트》 - 김경찬 - 《베테랑》 - 류승완 - 《암살》 - 최동훈, 이기철                                           | - 《사도》 - 김태경 (촬영), 홍승철 (조명) (성찬영 프로듀서 대리수상) - 《무뢰한》 - 강국현 (촬영), 배일혁 (조명) - 《뷰티 인사이드》 - 김태경 (촬영), 홍승철 (조명) - 《베테랑》 - 최영환 (촬영), 김호성 (조명) - 《암살》 - 김우형 (촬영), 김승규 (조명) |
| 미술상 | 음악상 |
| - 《국제시장》 - 류성희 - 《사도》 - 강승용 - 《차이나타운》 - 이목원 - 《간신》 - 이태훈 - 《암살》 - 류성희                                                                       | - 《사도》 - 방준석 - 《국제시장》 - 이병우 - 《뷰티 인사이드》 - 조영욱 - 《베테랑》 - 방준석 - 《암살》 - 장영규, 달파란 |
| 편집상 | 기술상 |
| - 《뷰티 인사이드》 - 양진모 - 《사도》 - 김상범, 김재범 - 《국제시장》 - 이진 - 《베테랑》 - 김상범, 김재범 - 《암살》 - 신민경                                                    | - 《암살》 - 조상경, 손나리 (의상) (김성민 프로듀서 대리수상) - 《암살》 - 이전형, 이동훈 (시각효과) - 《국제시장》 - 한태정, 김대준, 손승현, 김정수, 카이 아키라 (시각효과) - 《강남 1970》 - 신재명 (무술) - 《베테랑》 - 정두홍, 정윤현 (무술)         |
| 청정원 단편영화상 | 신인감독상 |
| - 《출사》 - 유재현 | - 김태용 - 《거인》 (최우식 대리수상) - 김성제 - 《소수의견》 - 이병헌 - 《스물》 - 한준희 - 《차이나타운》 - 홍석재 - 《소셜포비아》 |
| 신인남우상 | 신인여우상 |
| - 최우식 - 《거인》의 영재 역 - 강하늘 - 《스물》의 김경재 역 - 박서준 - 《악의 연대기》의 차동재 역 - 변요한 - 《소셜포비아》의 지웅 역 - 이민호 - 《강남 1970》의 김종대 역       | - 이유영 - 《간신》의 설중매 역 - 권소현 - 《마돈나》의 장미나 역 - 설현 - 《강남 1970》의 강선혜 역 - 박소담 - 《경성학교: 사라진 소녀들》의 홍연덕 역 - 이유비 - 《스물》의 김소희 역                                                                   |
| 한국영화 최다관객상 | 청정원 인기스타상 |
| - 《국제시장》 | - 이민호 - 박서준 - 박보영 - 설현 |

## 진행 및 시상자
| 이름                                          | 역할                            |
| --------------------------------------------- | ------------------------------- |
| 김혜수, 유준상                                | 진행자                          |
| 서유리                                        | 성우                            |
| 유아인, 문정희                                | 신인남우상 시상                 |
| 민호, 김새론                                  | 신인여우상 시상                 |
| 옥택연, 요그 디잇츨 (아우디코리아 마케팅이사) | 한국영화 최다관객상 시상        |
| 송재림, 박보영                                | 신인감독상 시상                 |
| 서신애, 진지희                                | 축하 공연 전 진행               |
| 홍종현, 남보라                                | 기술상, 촬영조명상, 편집상 시상 |
| 손현주                                        | 음악상, 미술상, 각본상 시상     |
| 주홍 (대상 전무), 홍은희                      | 단편영화상 시상                 |
| 조진웅, 이시영                                | 남우조연상 시상                 |
| 이희준, 다솜                                  | 여우조연상 시상                 |
| 김한민, 성유리                                | 감독상 시상                     |
| 송강호, 김영애                                | 남우주연상 시상                 |
| 유연석, 천우희                                | 여우주연상 시상                 |
| 방준식 (스포츠조선 대표이사)                  | 최우수작품상 시상               |

## 축하 공연
| 아티스트       | 공연 내용                                        |
| -------------- | ------------------------------------------------ |
| 장미여관       | 노란 셔츠의 사나이 - 《국제시장》 OST            |
| 이은결, 서유리 | 2015 Movie & Illusion – 영화 패러디 및 마술 공연 |
| AOA            | Intro, 심쿵해                                    |

## 사전 행사
| 행사                     | 날짜                    | 장소          | 내용                                              |
| ------------------------ | ----------------------- | ------------- | ------------------------------------------------- |
| 전년도 수상자 핸드프린팅 | 2015년 11월 2일         | 여의도CGV 4관 | 봉만대(사회), 천우희, 조진웅, 김영애, 김새론 참석 |
| 후보작 상영제            | 2015년 11월 12일 ~ 20일 | 여의도CGV 2관 | 21편 상영                                         |